# Actinote lolia
Actinote lolia är en fjärilsart som beskrevs av Charles Oberthür 1917. Actinote lolia ingår i släktet Actinote och familjen praktfjärilar. Inga underarter finns listade i Catalogue of Life.